# آنونتسیبه سنتره
آنونتسیبه سنتره (به لاتین: Anontsibe Centre) یک منطقهٔ مسکونی در ماداگاسکار است که در مانجا واقع شده است. آنونتسیبه سنتره ۱۰٬۰۰۰ نفر جمعیت دارد و ۳۳۳ متر بالاتر از سطح دریا واقع شده است.